# Tensiune arterială
Tensiunea arterială sau presiunea arterială este forța exercitată de sânge asupra unității de suprafață a arterelor. Inima, prin activitatea sa, întreține o diferență de presiune de-a lungul arborelui circulator. Presiunea are un maxim în aortă, iar pe măsură ce sângele se îndepartează de inimă, presiunea arterială scade, astfel că în venele din apropierea atriului drept ea este 0. Diferența de presiune permite circulația sângelui de la artere spre vene.

## Factori
Presiunea arterială depinde de următorii factori:
- Debitul cardiac, care reprezinta volumul de sânge pompat de inimă timp de un minut. Presiunea arterială crește odată cu debitul cardiac.
- Rezistența periferică, care depinde de calibrul vaselor sangvine. Presiunea arterială este direct proporțională cu aceasta.
- Elasticitatea vaselor. Datorită elasticității, vasele se pot destinde în sistolă si pot să revină la forma inițială in diastolă, comprimând sângele din circulație. În cazul arteriosclerozei, vasele devin rigide și presiunea arterială crește.
- Viscozitatea sangvină
- Volumul de sânge. Creșterea acestuia duce la creșterea presiunii arteriale.

## Valori numerice în diverse stări fiziologice
Presiunea arterială crește fiziologic la efort fizic, în stări emoționale puternice, la trecerea de la ortostatism la clinostatism, în somnul cu vise și diferă de la sex la sex, precum și de la vârstă la vârstă. Ea scade în timpul somnului liniștit. Patologic, crește în cazuri de febră sau hipertensiune arterială.
Valorile normale sunt 100 - 130 mmHg pentru bărbați si 90 - 120 mmHg pentru femei.
Hipertensiunea este Presiunea sistolică a sângelui egală sau mai mare de 130 mmHg și/sau Presiunea diastolică mai mare de 80 mmHg la persoanele care nu iau medicamente antihipertensive.

## Măsurare
Măsurarea tensiunii arteriale poate fi realizată invaziv și neinvaziv.
Măsurarea neinvazivă se poate face foarte ușor cu ajutorul unui tensiometru (digital sau mecanic). Tensiometrul digital are un microprocesor care, prin intermediul unui senzor de presiune, măsoară vibrațiile rezultate din umflarea și dezumflarea unei perne de aer așezate pe arteră. Monitoarele digitale de tensiune arterială sunt utilizate de obicei acasă, astfel încât oamenii își pot verifica cu ușurință tensiunea arterială oricând din zi.